# Hårig venusspegel
Hårig venusspegel (Legousia pentagonia) är en klockväxtart som först beskrevs av Carl von Linné, och fick sitt nu gällande namn av Albert Thellung. Enligt Catalogue of Life och Dyntaxa ingår hårig venusspegel i släktet venusspeglar och familjen klockväxter. Arten förekommer tillfälligt i Sverige, men det är osäkert om den reproducerar sig. Inga underarter finns listade i Catalogue of Life.